# ۲-استیل‌آمینوفلوئورن
۲-استیل‌آمینوفلوئورن (به انگلیسی: 2-Acetylaminofluorene) یک ترکیب شیمیایی با شناسه پاب‌کم ۵۸۹۷ است. شکل ظاهری این ترکیب، بلورهای روشن غیرشفاف به رنگ قهوه‌ای روشن است.